# Toutinegra-real

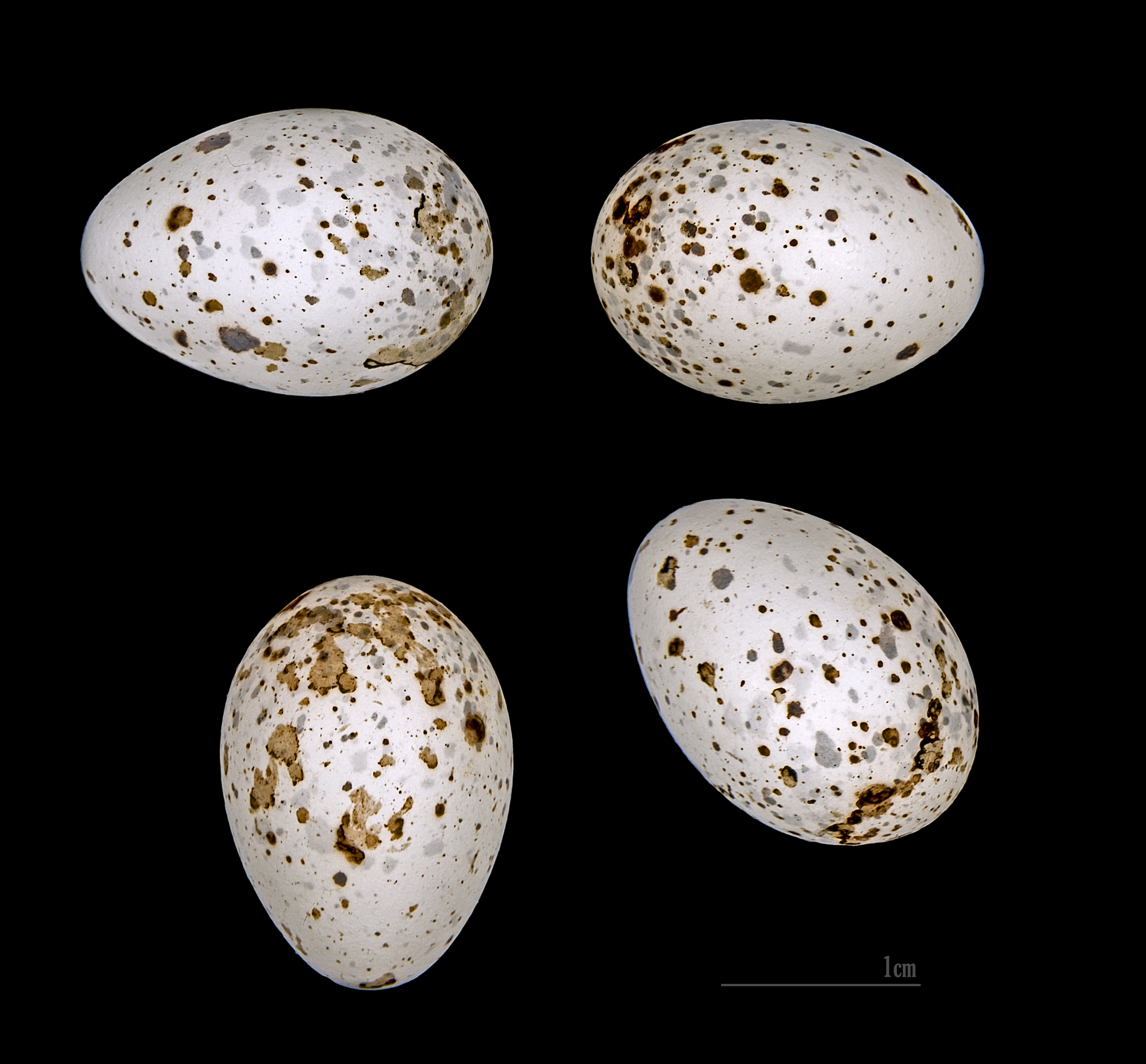
Sylvia hortensis MHNT

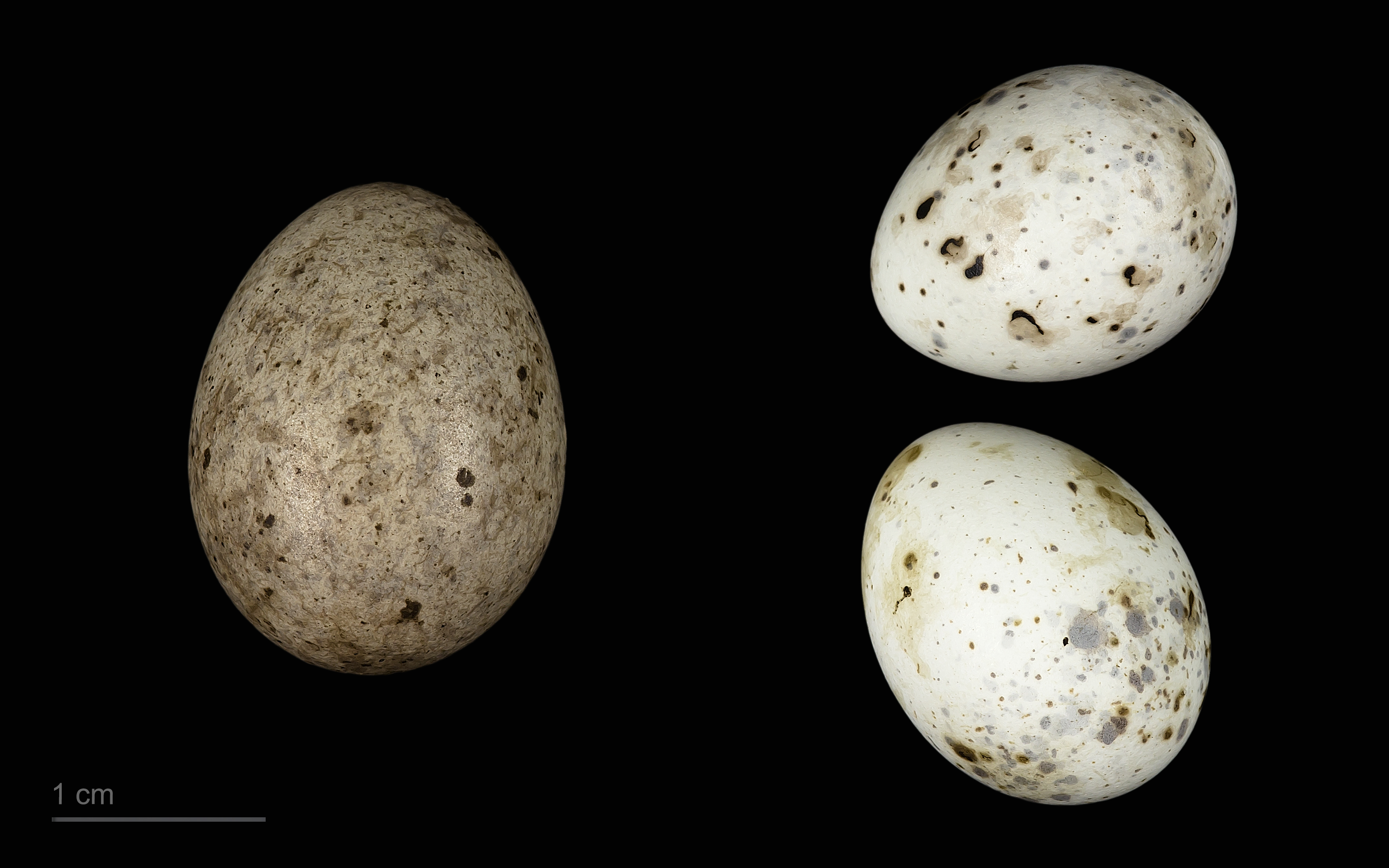
Cuculus canorus bangsi em um ninho de Sylvia hortensis - MHNT

Toutinegra-real (Curruca hortensis) é uma ave pertencente à família Sylviidae. Caracteriza-se pela plumagem acinzentada com o barrete preto e o olho branco.
Em Portugal esta toutinegra distribui-se esparsamente pelo interior do território. É uma ave migradora que chega em abril e parte em agosto ou setembro. Os seus quartéis de invernada situam-se na África tropical.